# Josef Vogel (Skilangläufer)
Josef Vogel (* 14. Dezember 1952 in Knittelfeld) ist ein ehemaliger österreichischer Skilangläufer.

## Werdegang
Vogel, der für den PSV Graz startete, belegte bei den Nordischen Skiweltmeisterschaften 1974 in Falun den 26. Platz über 15 km und den neunten Rang mit der Staffel. Bei seiner einzigen Teilnahme an Olympischen Winterspielen im Februar 1976 in Innsbruck lief er auf den 48. Platz über 15 km. Zwei Jahre später kam er bei den Nordischen Skiweltmeisterschaften in Lahti auf den 37. Platz über 30 km, jeweils auf den 34. Rang über 15 km und über 50 km und zusammen mit Rudolf Horn, Werner Vogel und Peter Juric auf den 12. Platz in der Staffel.
Bei österreichischen Meisterschaften siegte er in den Jahren 1979 und 1980 über 15 km. Zudem wurde er mehrfacher Meister mit der Steiermarker Skiverbandsstaffel.